# 耶哈
耶哈（羅馬化：yiḥa；古南阿拉伯語：𐩺𐩢𐩱 Yḥ）是位於衣索比亞北部的一個城市，也是古老王国达厄马特的首都。它在約前400年出現，至今仍有达厄马特留下來的大型廟宇建築群。